# Addukcja
Addukcja (przywodzenie) – ruch kończyny w kierunku osi ciała lub jego części. Przykładem może być ruch palców kończyny górnej w czasie zamykania dłoni lub ruch całej kończyny w stronę klatki piersiowej. W kończynie dolnej są to ruchy palców w stronę stopy.
Mięsień odpowiedzialny za ten ruch nazywany jest adduktorem. Przeciwieństwem addukcji jest abdukcja (odwodzenie).